# Nachal Jechezkel
Nachal Jechezkel (hebrejsky: נחל יחזקאל) je vádí v severním Izraeli, na pomezí Dolní Galileji a Charodského údolí.
Začíná v nadmořské výšce okolo 200 metrů na jižních svazích masivu Giv'at ha-More. Vádí směřuje k jihu mírně zvlněnou a zemědělsky využívanou krajinou. Vstupuje do Charodského údolí, na jehož okraji ze západu míjí vesnici Kfar Jechezkel. Jihozápadně od ní zleva ústí do vádí Nachal Charod.